# 171 f.Kr.

## Händelser

### Efter plats

#### Grekland
- Epiros går med Makedonien i dess kamp mot Rom. De grekiska förbunden förhåller sig dock neutrala.
- Tack vare Eumenes II:s av Pergamon ansträngningar i Rom förklarar romarna krig mot Makedonien och skickar trupper till Thessalien, vilket inleder det tredje makedoniska kriget. I det efterföljande slaget vid Kallikinos besegrar makedonierna, under kung Perseus ledning, den romerska styrkan, som leds av konsuln Publius Licinius Crassus.

#### Romerska republiken
- Den första romerska kolonin utanför Italien grundas vid Carteia i södra Hispania efter att ättlingar till romerska soldater födda på Iberiska halvön hos den romerska senaten kräver en stad att bo i och får Carteia, vilken får namnet Colonia Libertinorum Carteia.
- Lucius Postumius Albinus skickas av Rom som ambassadör till kung Masinissa av Numidien och till karthagerna för att värva trupper till kriget mot kung Perseus av Makedonien.

#### Partien
- Mithradates I efterträder sin bror Fraates I som kung av Partien.

## Avlidna
- Fraates I, kung av Partien sedan 176 f.Kr.